# Wanderer 1Sp

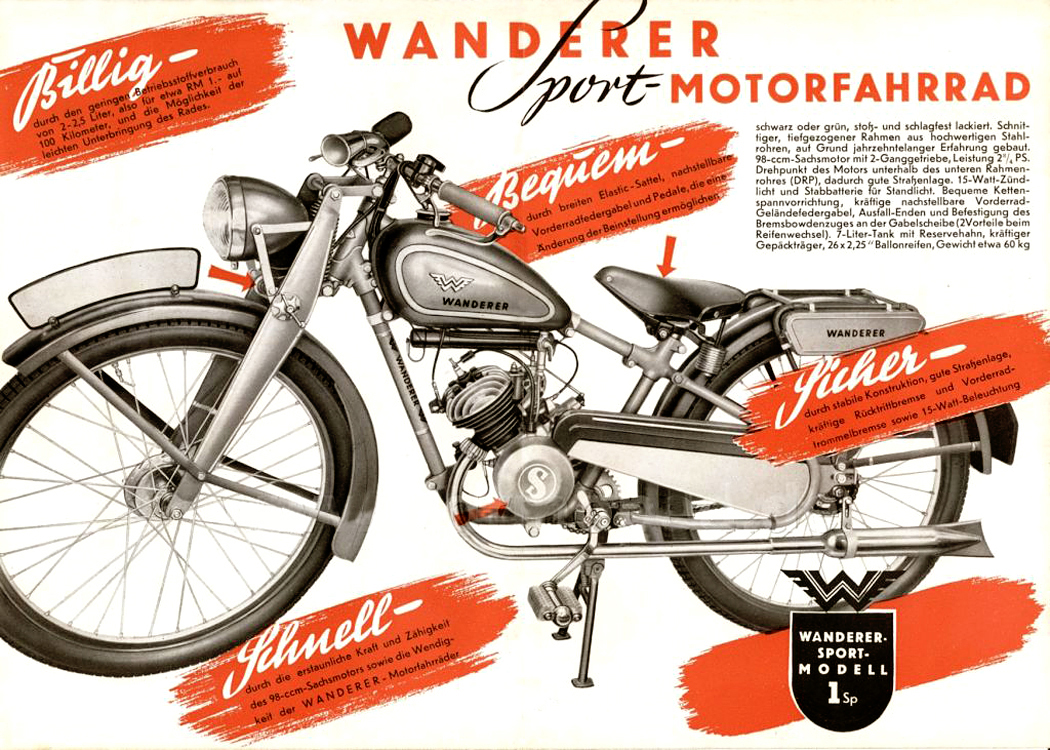
Мотоцикл Wanderer 1Sport, 1938 рік

Wanderer 1Sp (Sport) — легкий мотоцикл виробництва німецької фірми Wanderer.
Вироблявся на заводі Wanderer Chemnitz-Schönau з 1938 року до початку 1940-х, мав цивільне призначення, також був на озброєнні Вермахту. Відомий як прототип першого мотоцикла Київського мотоциклетного заводу К1-Б.

## Технічні особливості
Рама мотоцикла Wanderer 1Sp трубчаста, закритого типу з кареткою для педалей велосипедного типу. Передня вилка паралелограмної конструкції, з двома пружинними амортизаторами та фрикційними демпферами коливань, заднє колесо без амортизації. Сідло водія велосипедного типу, з налаштуванням зручної посадки, оснащувалось двома спіральними пружинами. На щитку заднього колеса встановлено багажник та дві інструментальні скриньки.
Мотоцикл оснащувався одноциліндровим двотактним двигуном повітряного охолодження з дефлекторною продувкою фірми Sachs модель 98, робочим об'ємом 97,7 куб. см, потужністю 2,3 к.с. при 3300 об/хв.
Картер двигуна і головка циліндра відливалися з алюмінієвого сплаву, циліндр з чавуну. Коробка передач двохступенева з напівсухим дводисковим зчепленням. Мотор було оснащено маховиковим магдино, яке забезпечувало іскрове запалення та освітлення фари і заднього ліхтаря (6-8 Вольт, 5 Вт). Окремо для функції освітлення без працюючого двигуна була передбачена набірна гальванічна батарея розміщена в захищеному футлярі під баком.
Мотоцикл було оснащено велосипедними педалями, які були з'єднані ланцюговою передачею із заднім колесом і слугували для запуску двигуна, гальмування та як допоміжний привід при їзді в гору. Привід двигуна на заднє колесо реалізувався роликовим ланцюгом. Задня вісь була оснащена гальмівною втулкою Fichtel & Sachs велосипедного типу «Торпедо». На передньому колесі була встановлена втулка з гальмівними колодками. Розмір шин 26х2,25 дюймів.
Ланцюг педалей та двигуна прикривались захисними щитками, мотоцикл оснащувався відкидною центральною підставкою та спідометром з лічильником пробігу.
На кермі розміщено органи керування: ручний важіль щеплення (ліворуч), праворуч поворотна ручка газу та важіль переднього гальма, також перемикач освітлення, манетка декомпресора, пневматичний сигнал (клаксон). Праворуч на паливному бака встановлено важіль перемикання передач. Важіль фіксувався в трьох положеннях: дві передачі та нейтраль. Мотоцикл фарбувався переважно в чорний та зелений (з відтінками) кольори.
Як пальне застосовувалося паливна суміш моторної оливи і бензину в співвідношення 1:25, витрата палива становила близько 2,5 літрів на 100 км. Максимальна швидкість мотоцикла Wanderer 1Sp складала 50 км / год., вага (суха) близько -60 кг, місткість паливного бака — 7 літрів.
У 1946 році обладнання та технологічне устаткування заводу Wanderer в Хемніц-Шонау, як військові репарації, було вивезене в Київ для розбудови мотоциклетного заводу КМЗ.
За присутністю інтернованих німецьких фахівців заводу Wanderer було налагоджено масове виробництво легкого мотоцикла К1-Б. Це була копія моделі «Wanderer 1Sp». Перший рік виробництва на мотоцикл встановлювали двигуни, які вироблялися в Німеччині (НДР) колишнім заводом Fichtel & Sachs. Згодом було налагоджене власне виробництво двигуна, копію двошвидкісного мотора Sachs 98.

## Технічна характеристика мотоцикла Wanderer 1Sport

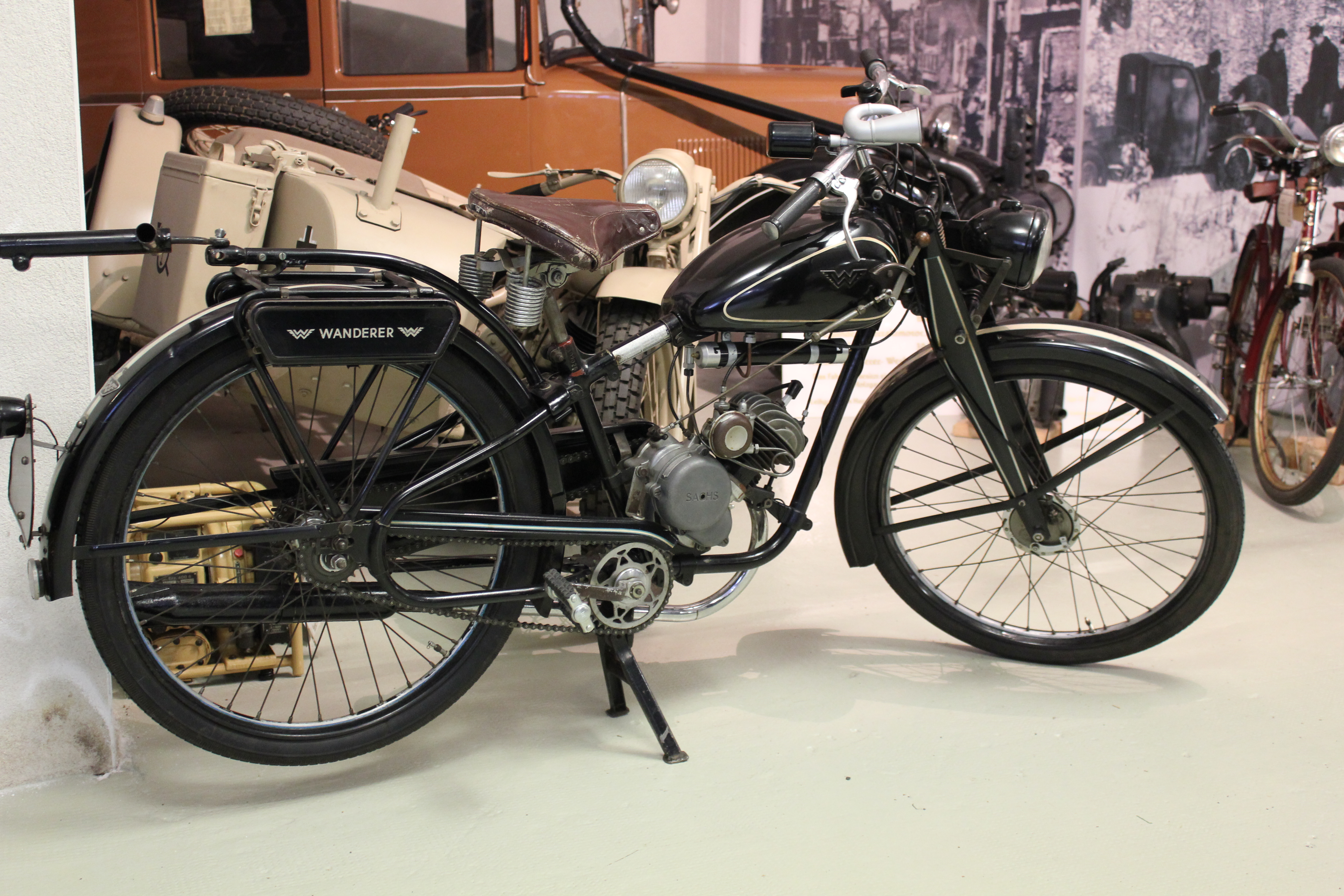
Мотоцикл Wanderer 1Sp оснащенний пристроєм для буксирування возика, Museums für sächsische Fahrzeuge Chemnitz

## Технічна характеристика мотоцикла Wanderer 1Sport[5]
- Тип двигуна — двотактний, одноциліндровий
- Робочий об'єм — 97,7 куб. см.
- Діаметр циліндра — 48мм
- Хід поршня — 54 мм
- Ступінь стиснення — 5,4: 1
- Потужність— 2,3 к.с. при 3300 об / хв.
- Зчеплення — мокре, дводискове
- Коробка передач — ручне перемикання, 2 передачі
- Розмір шин — 26х2,25 дюйм
- Довжина — 2010 мм
- Ширина —655 мм
- Колісна база — 1275 мм
- Висота — 980 мм
- Суха маса — близько 60 кг
- Місткість бензобака — 7 л
- Витрата палива — 2,5 л / 100 км
- Кількість місць —1
- Максимальна швидкість — 50 км / год